# Biographie-Portal
Das Biographie-Portal ist eine mehrsprachige über das World Wide Web frei zugängliche biografische Datenbank.
Diese erschließt über ein gemeinsames Register rund 209.000 Personen vorwiegend in Mittel-, Ost- und Südosteuropa, die in historisch-biographischen Artikeln der Allgemeinen Deutschen Biographie (ADB), der Neuen Deutschen Biographie (NDB), des Österreichischen Biographischen Lexikons 1815–1950 (ÖBL), des Historischen Lexikons der Schweiz (HLS), der Slovenska biografija, des Biographischen Lexikons zur Geschichte Südosteuropas (BioLexSOE), der Sächsischen Biografie (SäBi), der Rheinland-Pfälzischen Personendatenbank (RPPD), des Österreichischen Musiklexikons 1815–1950 (OeML) und des Bayerischen Musiker-Lexikon Online (BMLO) vorhanden sind.
Rund 150.000 Artikel sind in deutscher Sprache verfasst, rund 23.000 in französischer, rund 23.000 in italienischer und rund 5.000 in slowenischer Sprache.
Das Biographie-Portal entstand 2009 in Zusammenarbeit zwischen der Bayerischen Staatsbibliothek, der Historischen Kommission bei der Bayerischen Akademie der Wissenschaften, der Österreichischen Akademie der Wissenschaften und der Stiftung Historisches Lexikon der Schweiz. Diese vier Gründerinstitutionen bilden die Arbeitsgruppe Biographie-Portal. Der ersten Vorsitzenden Christine Gruber (Österreichische Akademie der Wissenschaften) folgte von 2009 bis 2013  2013 bis 2017 Marco Jorio (HLS).
Weitere Kooperationspartner sind u. a. die Slowenische Akademie der Wissenschaften und Künste, das Leibniz-Institut für Ost- und Südosteuropaforschung, das Institut für Sächsische Geschichte und Volkskunde, das Landesbibliothekszentrum Rheinland-Pfalz sowie das Institut für Musikwissenschaft der Ludwig-Maximilians-Universität München.
Entsprechend weiteren Kooperationsvereinbarungen ist die Aufnahme zusätzlicher nationaler und regionaler biografischer Nachschlagewerke für das Biographie-Portal vorgesehen.